# Rudolf Vejtruba
Rudolf Vejtruba (27 de març de 1883 - 5 de maig del 1954) va ser un ciclista de l'Imperi Austrohongarès, concretament del Regne de Bohèmia. Es va especialitzar en el ciclisme en pista. Va aconseguir una medalla de plata al Campionat del món amateur de velocitat de 1901 per darrere del francès Émile Maitrot.
És considerat el primer txec en aconseguir una medalla en una competició ciclista mundial.